# Henrique Salas Feo
Henrique Fernando Salas Feo (Puerto Cabello, Estado Carabobo, 14 de diciembre de 1960) es un economista y político venezolano, apodado «El Pollo». Fue Gobernador del estado Carabobo en dos ocasiones.

## Primeros años
Es el mayor de los tres hijos de Henrique Salas Römer (1936) y Raiza Josefina Feo Lissot (1942),  hija de Salvador Feo La Cruz; quien fue el primer Gobernador del Estado Carabobo, al iniciarse la era democrática. Sus hermanos son: Raiza Gabriela y Juan Miguel. Salas, cursó estudios de secundaria; graduándose de bachiller en el Liceo Los Arcos de Caracas, en 1978 y en los Estados Unidos, recibió el título de bachiller del Choate Rosemary Hall, en el estado de Connecticut.
Su formación universitaria, la realizó en la Universidad Metropolitana de Caracas; donde obtuvo el título de Economista, en 1984. Cursó estudios de especialización en el Instituto de Estudios Superiores de Administración (IESA) y en el Chase Manhattan Bank, en las materias de Finanzas y Técnicas Avanzadas de Gerencia. En 2004, obtuvo el título de Licenciado en Relaciones Industriales. Prestó sus servicios en la empresa IBM Internacional en la Gerencia de Mercadeo y Ventas, durante los años 1986- 1989.
En 1998, se casó con la barquisimetana María Gabriela Sigala Alvizu (nacida en mayo de 1977); actual esposa de Luis Alberto Moreno y en 2011, se casó con Carolina Anka Ibrahim (nacida en febrero de 1977), también oriunda de Barquisimeto y con quien tiene tres hijos: Rania, nacida el 15 de febrero de 2012 y los mellizos, Estefanía y Henrique Fernando, nacidos el 7 de noviembre de 2014.

## Carrera política
En 1993 decide postularse al Congreso Nacional por el partido Copei y resulta elegido diputado ese mismo año. A partir de su elección de diputado al Congreso Nacional funda su propia Oficina Parlamentaria. Forma parte de la Comisión de los Ahorristas y Depositantes de los bancos intervenidos y comparte la lucha con las asociaciones de vecinos para el rescate de sus desarrollos urbanísticos.
Fue miembro de la Comisión de Finanzas, Presidente de la Subcomisión de Administración Tributaria; de la Comisión Especial del Banco Latino y demás Entidades Financieras intervenidas, miembro de la Comisión de Turismo, de la de Asuntos Vecinales, de la de Economía y Presidente de la subcomisión de Política Industrial de la Comisión de Economía.
En 1995 el partido fundado por su padre, Proyecto Carabobo lo postula a la primera magistratura regional y es electo Gobernador de Carabobo (fue apoyado también por los partidos MIN y MEP ya que se requería postulación de partidos nacionales). En 1998 es reelecto y en el año 2000 repite la reelección nuevamente para un período de cuatro años. En un principio iba a ser postulado por su partido originario COPEI, no obstante, el mismo decidió postular al entonces alcalde de Valencia Argenis Ecarri para llevarlo a la Gobernación. 
En el año 2001 asume de Asociación de Gobernadores de Venezuela (AGV) y es ratificado unánimemente por todos los Gobernadores del país hasta el año 2004. En junio del 2002 fue designado en Santa Cruz de La Sierra, Bolivia, Vicepresidente de la Unión de Partidos Latinoamericanos (UPLA), para el período 2002-2004, organización a la cual pertenecen entre otros los expresidentes, Ricardo Maduro de Honduras; Elías Antonio Saca de El Salvador; Andrés Pastrana de Colombia; Álvaro Uribe Vélez, de Colombia; Jorge Quiroga Ramírez de Bolivia; Joaquín Balaguer de República Dominicana; Rodrigo Carazo Oodio de Costa Rica; Armando Calderón Sol y Francisco Flores de El Salvador; Álvaro Arzú Irigoyen de Guatemala; Carlos Menem de Argentina; Sebastián Piñera, de Chile; además de destacados líderes parlamentarios y políticos de Suramérica, Centroamérica y el Caribe.
En el año 2005 es invitado por la prestigiosa Universidad de Yale, en los Estados Unidos, para el Encuentro Internacional de Líderes del Mundo, seleccionado entre miles de aplicantes a nivel mundial. En este encuentro se vincula con líderes de Asia, África, Europa, Latinoamérica y Medio Oriente, compartiendo e intercambiando puntos de vista sobre las realidades y grandes retos que tiene el mundo de hoy. El 23 de noviembre de 2008 es electo de nuevo Gobernador del Estado Carabobo, para el período 2008 al 2012.
En mayo de 2009, Salas Feo se destacó por pedir una "alcancía" de efectivo ahorrado durante la "era de bonanza" del petróleo para compensar los déficits en las subvenciones en bloque a los gobiernos regionales. El 16 de diciembre del 2012 pierde las elecciones regionales, con una participación del 49,32 %.

## Resultados electorales
| Predecesor: Luis Felipe Acosta Carlez | Gobernador de Carabobo 2008-2012 | Sucesor: Francisco Ameliach        |
| Predecesor: Henrique Salas Römer      | Gobernador de Carabobo 1996–2004 | Sucesor: Luis Felipe Acosta Carlez |